# Lancaster House

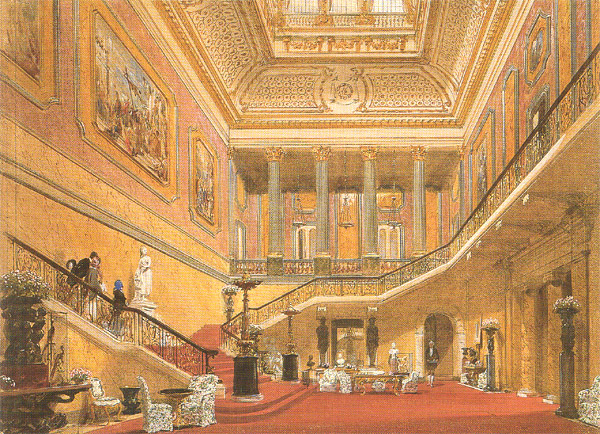
Il salone centrale e la scala principale di Lancaster House ritratto da Joseph Nash, 1850

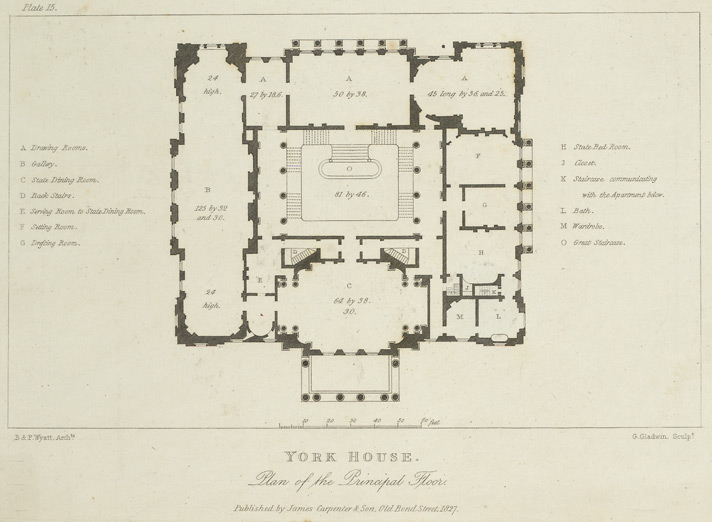
Una pianta del piano principale nel 1827. Solo modifiche minori sono stati fatti per il progetto di questo piano da allora.

Lancaster House (in precedenza nota come York House e Stafford House) è una magione nel distretto di St. James's nel West End di Londra. Si trova nei pressi di St. James's Palace e gran parte del lotto era una volta parte del complesso del palazzo. Questo monumento classificato di 1º grado è ora gestito dal Foreign and Commonwealth Office.

## Storia
La costruzione dell'edificio iniziò nel 1825 per il duca di York e Albany, secondo figlio di re Giorgio III, inizialmente conosciuta come York House.
Sir Robert Smirke venne inizialmente incaricato di progettare l'edificio ma, sotto l'influenza dell'amante del duca, la duchessa di Rutland, fu sostituito da Benjamin Dean Wyatt che progettò principalmente l'esterno. L'edificio era solo un guscio al momento della morte del duca nel 1827. È costruito in pietra di Bath, in stile neoclassico. Il diritto di superficie fu acquistato da George Leveson-Gower, secondo marchese di Stafford (in seguito primo duca di Sutherland) e venne completata nel 1838. Per quasi un secolo fu conosciuta come Stafford House.
Terminati i lavori, l'edificio era alto tre piani, le sale di rappresentanza erano al primo piano o piano nobile, i salotti al piano terra e le camere da letto al secondo piano. C'era anche un seminterrato contenente locali di servizio e la cantina. L'interno presentava uno scalone imperiale progettato da sir Charles Barry, così come le stanze in stile Luigi XIV che erano riccamente decorate.
La politica liberale e l'amore per le arti dei duchi di Sutherland attrassero molti ospiti illustri, tra cui il riformatore Anthony Ashley-Cooper conte di Shaftesbury, l'autrice antischiavista Harriet Beecher Stowe e Giuseppe Garibaldi. Chopin vi tenne un recital nel 1848 alla presenza della regina Vittoria.
Si dice che la regina Vittoria abbia detto a Harriet Howard duchessa di Sutherland, al suo arrivo a Stafford House: «Sono venuta dalla mia casa al suo palazzo». Con le sue sontuose decorazioni e la spettacolare grande scalinata, la Grand Hall è una magnifica introduzione a una delle più belle case patrizie di Londra. Nel 1877 la casa divenne sede della Commissione Stafford House per il soccorso dei soldati turchi malati e feriti, costituita da George Sutherland-Leveson-Gower, III duca di Sutherland per aiutare i rifugiati e i feriti ottomani durante la guerra russo-turca del 1877-78.
Il palazzo cadde in disgrazia dopo la morte della terza duchessa Anne Hay-Mackenzie, nel 1888, e suo marito George Sutherland-Leveson-Gower sposò la sua amante Mary Caroline Blair nel giro di pochi mesi, senza rispettare il periodo di lutto convenzionale.
Nel 1912 l'edificio fu acquistato dall'industriale e filantropo sir William Lever, 1º baronetto Leverhulme (in seguito 1º visconte Leverhulme) che la ribattezzò in onore della sua contea natale, il Lancashire.
Nel 1922 l'edificio ospitò la Government Wine Cellar, e dal 1924, sino a poco dopo la seconda guerra mondiale, è stato sede del London Museum.
La Commissione consultiva europea dei governi alleati sul futuro politico e sociale dell'Europa dopo la seconda guerra mondiale si riunì a Lancaster House per tutto il 1944 e sino al 1945. Nel gennaio 1947 vi fu ospitata una riunione speciale degli inviati per gli affari riguardanti l'Austria occupata. Nel 1956 vi fu firmato l'accordo per l'indipendenza della Malesia. Nel 1961 il Sudafrica affermò la sua intenzione di diventare una repubblica all'interno del Commonwealth. Nel 1979 fu teatro degli accordi di Lancaster House, che portarono all'indipendenza dello Zimbabwe Rhodesia dal Regno Unito.
Fu la sede del 10º vertice del G7 del 1984 e del 17º vertice del G7 del 1991. Un nuovo tavolo lungo 35 piedi (10,70 m) fu costruito per la Long Gallery, dove si svolsero le principali sessioni negoziali nel 1991.
Il Primo ministro Theresa May ha tenuto un discorso a Lancaster House nel gennaio 2017, delineando le relazioni future previste dalla Gran Bretagna con l'Unione europea in seguito al referendum sulla permanenza del Regno Unito nell'Unione europea, che si è concluso con un voto per l'uscita (Brexit). Il discorso è comunemente indicato nei media e in politica come il «discorso di Lancaster House».

## Opere d'arte
A Lancaster House si conserva la tela San Crisogono in gloria del Guercino (1622), trafugato nel 1808 dalla chiesa di San Crisogono a Roma.

## Nella cultura di massa
Lancaster House è stata spesso usata come location per le riprese cinematografiche e televisive. Almeno sei volte per scene ambientate a Buckingham Palace: la commedia Sua maestà viene da Las Vegas (King Ralph, 1991), Il mistero delle pagine perdute (National Treasure: Book of Secrets, 2007), lo storico The Young Victoria (2009), lo storico Il discorso del re (The King's Speech, 2010), lo speciale di Natale di Downton Abbey (2013) quando Rose viene presentata al Re e alla Regina nel corso della stagione sociale londinese, e la serie TV The Crown.
Gli interni sono stati usati per il Palazzo d'Inverno a San Pietroburgo nel film Reds (1981). È stata usata anche come residenza di Lady Bracknell nella commedia L'importanza di chiamarsi Ernest (The Importance of Being Earnest, 2002) e per il ballo in maschera in The Golden Bowl di James Ivory (2000).